# Humberto Duarte Fonseca
Humberto Duarte Fonseca (Mindelo, 20 de novembre de 1916 - Lisboa, 1983) fou un científic capverdià.

## Biografia
Humberto Fonseca va néixer a Mindelo, a l'illa de São Vicente, Cap Verd. Era un dels set fills de Torquato Gomes Fonseca i Leopoldina Duarte Fonseca. Quan va acabar els estudis secundaris, fou convidat per ser docent al Liceu Gil Eanes de São Vicente, durant uns anys, i llavors va ingressar a la Facultat de Ciències de la Universitat de Lisboa, on va obtenir tres llicenciatures, totes amb la màxima nota i distinció: Matemàtiques, Geofísica i Enginyeria Geogràfica. Tot i les seves excel·lents qualificacions, va veure frustrat el seu intent d'iniciar la seva carrera acadèmica el 1946, ja que fou vetat per qüestions polítiques, resultat de les seves activitats com a líder de l'organització estudiantil "Casa dos Estudantes do Império".
Es va casar amb Maria Adélia de Barros Fonseca, amb qui va tenir tres fills, Ana Maria de Barros Duarte Fonseca, José Pedro de Barros Duarte Fonseca i João Filipe de Barros Duarte Fonseca. Va morir a Lisboa l'any 1983.

### Carrera professional
L'any 1948 va ingressar al Servei Meteorològic Nacional de Portugal i fou destinat, dos anys més tard, a la seva ciutat natal, Mindelo, on va dirigir l'Observatori Meteorològic local. Altres tasques el van portar a Angola, a l'Illa de Sal (Cap Verd) i a Lisboa. Fou becari de la Junta d'Investigació d'Ultramar i de la Fundació Calouste Gulbenkian. Fou Cap del Servei Meteorològic de Cap Verd, Subdirector del Servei Meteorològic d'Angola, i Director del Servei de Geofísica de l'Institut Nacional de Meteorologia i Geofísica Portuguès.
A més, va exercir les següents funcions: President de l'Associació Acadèmica de la Facultat de Ciències de Lisboa i de la "Casa dos Estudantes do Império", Cap de l'expedição científica a Iona (Angola), i membre de l'expedició científica a l'erupció del Volcà de Fogo, a Cap Verd, Delegat de Portugal en Comissions Meteorològiques Internacionals, President de l'Associació Portuguesa de Creativitat, Director de la Revista Inventiva, Membre del Jurat Internacional del Saló Internacional d'Invents i Tècniques Noves de Ginebra (Suïssa), Membre convidat del Jurat Internacional del Saló Internacional d'Invents de Brussel·les i President del Jurat Internacional del Saló Mundial d'Invents i Investigació Industrial de Brussel·les.

## Innovació
A més de la seva carrera professional, Humberto Fonseca va desenvolupar una considerable activitat en l'àmbit de la innovació, la invenció, la investigació i la creativitat a Angola i a Portugal, i va registrar més d'una desena de patents, que li van fer guanyar diversos i destacats premis internacionals. L'any 1970 va fundar l'Associação Portuguesa de Criatividade, que promovia la participació d'inventors en certàmens internacionals. Va ser escollit com a membre del Jurat del Saló Internacional d'Inventors de Ginebra, President del Jurat Internacional del Saló Mundial d'Invents i Investigació Industrial de Brussel·les, i distingit amb el títol de ciutadà honorífic de Brussel·les pels seus assoliments i suport als inventors. Va rebre el títol pòstumde la Medalla d'Or de la ciutat de Lisboa. En el 10è aniversari de la seva mort, es va realitzar a Cap Verd un Seminari dedicat a la seva vida i obra i fou homenatjat per l'ajuntament de Mindelo, que va donar el seu nom a un carrer i a una escola de la seva ciutat natal. Entre les seves investigacions, va dedicar una atenció especial als problemes ambientals de les illes de Cap Verd, en l'àmbit de les energies del vent i de les onades.
L'any 2006 fou creat a Cap Verd l'Observatório Atmosférico de Cabo Verde: Humberto Duarte Fonseca Arxivat 2010-11-28 a Wayback Machine., una iniciativa bilateral d'Alemanya i del Regne Unit.
L'any 2011, l'Orde dels Enginyers de Cap Verd va realitzar un homenatge, a títol pòstum, amb una projecció d'una pel·lícula sobre la seva vida i obra.

### Patentsi Premis
- Embassament Anemomotriu (1968) - Medalla de Bronze del Saló Internacional d'Invents i Tècniques Noves (SIITN) de Brussel·les;
- Gravímetre Fotoelèctric de Mercuri (1969) - Medalla d'Or amb felicitacions del jurat i Medalla d'Honor de la ciutat de Brussel·les - SIITN Brussel·les;
- Balisador Tangencial (1970) - Medalla d'Or amb felicitacions del jurat i Copa de Cristall de Bohèmia - SIITN Brussel·les;
- Teleondàmetre d'Impulsos (1971) - Medalla d'Or amb felicitacions del jurat - SIITN Brussel·les;
- Fluxicòpter (1971) - Medalla d'Or - SIITN Brussel·les;
- Dispositiu d'Acceleració de l'Evaporació de Solucions Salines per a la Indústria de la Sal (1978) (coautoria) - Medalla d'Or del Saló Internacional d'Invents de Ginebra;
- Embassament Ecològic (1978) - Medalla d'Or del Saló Internacional d'Invents de Ginebra;
- Àngel Eòlic (1981) (coautoria) - Medalla d'Or del Saló Internacional d'Invents de Ginebra.

A més d'aquests premis, també rebé els següents premis nacionals:
1951 - Premi de la Junta d'Investigació d'Ultramar,
1958 - Premi de Física de l'Instituto d'Angola;
1971 - Premi Peixoto Correia de la Fundació Cuca;
1972 - 1r premi del Saló d'Invents de la FIL;
1983 - Medalla d'Or de la Ciutat de Lisboa;
i els premis internacionals:
1969 - Medalla d'Honor de la Ciutat de Brussel·les;
1974 - Medalla d'Or pels serveis prestats a la Invenció - Ginebra;
1977 - Medalla d'Or de la Cámara Europea per al Desenvolupament del Comerç, la Indústria i les Finances - Brussel·les;
1978 - Membre Honorífic del Syndicat des Chercheurs de França;
1980 - Membre Honorífic de l'Associació Alacantina dels Creatius i Inventors d'Espanya.

## Publicacions
Referències disponibles a
- Fonseca, H. - Algumas notas sobre as chuvas em Cabo Verde e a possibilidade de uma intervenção artificial. In: Cabo Verde : Boletim de Propaganda e Informação. - Ano I, nº 5, p. 5-8. 1950.
- Fonseca, H. - A problemática da energia eólica em Cabo Verde. Bol. de Cabo Verde. 1950
- Fonseca, H. - As crises de Cabo Verde e a chuva artificial. Garcia da Orta.1951
- Fonseca, H. - Análise das precipitações atmosféricas por meio do radar. Junta de Investigações do Ultramar.Editora Ministerio do Ultramar. 103 páginas. 1954.
- Fonseca, H. - Alguns aspectos do problema da modificação das nuvens pelo homem : chuva provocada e luta anti-granizo. Relatório de Estágio. Junta de Investigações do Ultramar. p. 103. Lisboa. 1954.
- Fonseca, H. - O aproveitamento da energia eólica em Cabo Verde. In: Cabo Verde.- Ano 6, nº 69, p. 26-32. 1955.
- Fonseca, H. - Fontes de energia em Cabo Verde e o seu uso no desenvolvimento económico das ilhas. In: Conferência Internacional dos africanistas ocidentais, Lisboa: Atica. - vol. 5, p. 165/1881956. 1956.
- Fonseca, H. - Contribuição para o estudo das manchas solares e a sua influência na chuva em Cabo Verde. In: Conferência internacional dos africanistas ocidentais : 6ª : 2º v. 1956.
- Fonseca, H. - As fontes de energia no arquipélago de Cabo Verde : possibilidades do seu aproveitamento na sua valorização económica. In: Conferência internacional dos africanistas ocidentais : 6ª : 5º v. 1956.
- Fonseca, H. - Sobre as crises de Cabo Verde durante os próximos 100 anos. In: Cabo Verde.- Ano 8, nº 85 (Out. 1956), p. 17-19.1956.
- Fonseca, H. - As crises de Cabo Verde e a chuva artificial. In: Garcia da Orta - Vol.IV, nº 1, p. 11-34. 1956.
- Fonseca, H. - Alguns aspectos da problemática da modificação artificial das nuvens. Junta de Investigações do Ultramar. 1957.
- Fonseca, H. - Viabilidade da estimulação da chuva em Cabo Verde – Vantagens e técnicas aplicáveis. Relatório à Junta de Investigações do Ultramar. 1957.
- Fonseca, H. - Bases cinemáticas e climatológicas para uma previsão a longo prazo das secas no Nordeste Brasileiro e em Cabo Verde. Relatório à Fundação Gulbenkian. 1957.
- Fonseca, H. - Considerações sobre os problemas de energia em regiões tropicais, Revista Cultura. 1958.
- Fonseca, H. - Modernas possibilidades e vantagens da captação da riqueza anemo-energética do litoral português em benefício da indústria de pesca. In: Boletim da Associação Industrial de Angola. - ano X, nº 37, p. 73-98. 1958.
- Fonseca, H. - A seca de 1959 – contribuição para a sua mitigação. Relatório para o Grupo de Trabalho do Governo de Cabo Verde. 1959.
- Fonseca, H. - Considerações sobre a problemática das crises em Cabo Verde. Revista da Junta de Investigações do Ultramar. 1960.
- Fonseca, H. - Sobre a influência do transporte eólico de materiais sólidos nas condições oceanográficas da região costeira de Angola. Comunicação apresentada ao V Congresso Nacional de Pesca. In: Boletim da Pesca.- ano XII, nº 70. p. 81-92. Lisboa. 1961.
- Fonseca, H. - Considerações em torno da problemática das crises de Cabo Verde. In: Garcia de Orta : revista da Junta das Missões Geográficas e de Investigações do Ultramar / Junta das Missões Geográficas e de Investigações do Ultramar. - Vol. 9, n.º 1, p. 17-26. 1961.
- Fonseca, H. - Contribuição para o estudo do problema bio-climático do milho em Cabo Verde. In: Cabo Verde : boletim de propaganda e informação. - Ano XIII, n.º 156, p. 44-57. 1962.
- Fonseca, H. - Contribuição para o estudo das grandes tempestades e inundações em Cabo Verde. Relatório à Brigada de Estradas, Governo de Cabo Verde. 1962.
- Fonseca, H. - Bases para o estudo da modificação da estrutura administrativa de Cabo Verde. In mensagem das forças vivas do Mindelo a S. Exª o Ministro do Ultramar. 1962.
- Fonseca, H. - Mensagem das forças vivas do Mindelo a sua Excelência o Ministro do Ultramar Professor Doutor Adriano Moreira.- Mindelo : Associação Comercial, Industria e Agrícola de Barlavento. - 33 p. 1962.
- Fonseca, H. - Contribuição para o estudo do mecanismo do tempo em Angola. Memória do Serviço Meteorológico de Angola (SMA). 1963.
- Fonseca, H. - Alguns aspectos da incidência das variações climáticas e oceanográficas na planificação da indústria da pesca. In: Cabo Verde. - ano XIV nº 9 - 165, p. 4/13. 1963.
- Fonseca, H. - Plano de criação de um Instituto Gulbenkian de Cabo Verde. Entregue à Fundação Calouste Gulbenkian como contribuição da visita do seu Presidente a Cabo Verde.
- Fonseca, H. - Princípio da Ensilagem Bioclimática natural em Cabo Verde.
- Fonseca, H. - Contribuição para o estudo da evolução agrária e climática de Cabo Verde do descobrimento à actualidade. 1964.
- Fonseca, H. - Contribuição para o estudo do aproveitamento racional da energia do vento no território nacional. Memória do SMA. 1964.
- Fonseca, H. - Evolução agro-pecuária de Cabo Verde. In: Geographica / dir. Raquel Soeiro de Brito. - Lisboa : Sociedade de Geografia de Lisboa. - Nº 10, p. 68-87. 1967.
- Fonseca, H. - Contribuição para o conhecimento da evolução climática da região Circum-Cabo-Verdiana. In: Geographica : revista da Sociedade de Geografia de Lisboa / direcção de Raquel Soeiro de Brito. - Ano III, n.º 11, p. 72-82. 1967.
- Fonseca, H. - Sobre um novo dispositivo de captação de energia do vento e sua aplicação à riqueza anemo-energética nacional - Barragem Anemomotriz. 1968.
- Fonseca, H. - Algumas implicações biometeorológicas no problema do trabalho. Segundas Jornadas de Engenharia e Arquitectura do Ultramar. 1969.
- Fonseca, H. - Alguns elementos meteorológicos de interesse para as redes de telecomunicações e electricidade de Angola. Memória do SMA. 1969.
- Fonseca, H. - Contribuições para o problema hidrológico do Distrito de Moçâmedes (agora Namibe). Memória do SMA. 1970.
- Fonseca, H. - A infraestrutura humana das actividades meteorológicas. Memória do SMA. 1970.
- Fonseca, H. - A calema na costa Angolana. Simpósio sobre Agitação Marítima. In: Revista de Angola: quinzenário ilustrado: - XII ano, nº 249, p. 17. Lisboa. 1971.
- Fonseca, H. - Contribuição para o conhecimento da Agitação Marítima na Faixa Costeira de Angola. Comunicação ao Simpósio sobre agitação Marítima. Lisboa. 1971.
- Fonseca, H. - A Meteorologia e a problemática humana do meio ambiente. Luanda. 1971.
- Fonseca, H. - Algumas considerações sobre a Tecno-Ciência Meteorológica e o Meio ambiente Humano. Memória do SMA. 1972.
- Fonseca, H. - Alguns aspectos do problema da poluição em ligação com os parâmetros meteorológicos e a circulação em geral. Memória do SMA. 1972.
- Fonseca, H. - Hora Legal - Implicações bio-meteorológicas no problema do trabalho. Terceiro Congresso Nacional de Prevenção de Acidentes de Trabalho e Doenças Profissionais. 1973.
- Fonseca, H. - 100 anos de Cooperação Internacional em Meteorologia. 1973.
- Fonseca, H. - Meteorologia e Turismo. Memória do SMA. 1974.
- Fonseca, H. - Aspectos da problemática nacional de uma informação para a inovação. Comunicação apresentada ao Simpósio da Ordem dos Engenheiros. 1980.
- Fonseca, H. - Subsídios para a história da evolução do problema das energias renováveis em Portugal até à crise energética. Revista Inventiva, nº 30/31, Abril/Setembro 1980.
- Fonseca, H. - Mobilização da massa cinzenta criativa nacional ou dependência, eis o drama nacional - CEE. in Revista Inventiva, nº 36, Outubro/Dezembro, 1981.